# Charlie Rouse
Charlie Rouse (Washington, 6 de Abril de 1924 – Seattle, 30 de Novembro de 1988) foi um saxofonista tenor e flautista norte-americano de jazz. Tocou no quarteto de Thelonious Monk entre 1959 e 1970. Em 1979 foi um dos fundadores do grupo Sphere, formado em homenagem a Thelonious Monk.

## Carreira
- Orquestra de Billy Eckstine: 1944
- Dizzy Gillespie Big Band: 1945
- Orquestra de Duke Ellington: 1949-1950
- Octeto de Count Basie: 1950
- Sexteto de Oscar Pettiford: 1955
- Quarteto de Thelonious Monk: 1959 - 1970

## Discografia
(Discografia parcial)

### Como líder
- The Chase Is On, 1957, Bethlehem.
- Takin' Care Of Business, 1960, Prestige Records.
- Unsung Hero, 1960-61, Epic.
- Live at the 'It' Club, 1964, Columbia Jazz
- Bossa Nova Bacchanal, 1962-65, Blue Note Records.
- Two is One, 1973, Strata-East Records.
- Moment's Notice, 1977, Storyville.
- Cinammon Flower, 1977, Rykodisc.
- Upper Manhattan Jazz Society, 1981, Enja.
- Social Call, 1984, Uptown.
- Epistrophy, 1988, Landmark
- Soul Mates (com Sahib Shihab)

### Como membro
Com Thelonious Monk
- 5 by Monk by 5, (1959)
- Thelonious Monk at the Blackhawk, (1960)
- Monk in France, (1961)
- Criss Cross, (1962)
- Monk's Dream, (1963)
- Live at the It Club, (1964)
- Straight, No Chaser, (1966)
- Underground, (1968)

Com Sonny Clark
- Leapin' and Lopin'', (1961)

Com Benny Carter,
- Further Definitions, (1961)